# Anselmus van Laon
Anselmus van Laon (Laon, voor 1050 - aldaar, 1117) was een Franse theoloog. Hij was de stichter van een school van geleerden die pionierden in de Bijbelse hermeneutiek.
Na zijn dood herinnerd als "Anselmus" of "Anselm" was zijn eigenlijke naam "Ansellus" (in het moderne Frans, "Anseau"). 
Anselmus werd voor het midden van de 11e eeuw in zeer bescheiden omstandigheden in Laon geboren. Er wordt wel gezegd dat hij onder Anselmus van Canterbury aan de abdij van Bec gestudeerd zou hebben, maar dit is bijna zeker niet waar. Als andere potentiële docenten van Anselmus van Laon zijn Bruno van Keulen en Manegold van Lautenbach genoemd. Zo rond 1080 keerde hij terug naar zijn geboorteplaats Laon, waar hij samen met zijn broer Ralph lesgaf aan de kathedraalschool. Rond 1109 werd hij tot decaan en kanselier van de kathedraalschool benoemd. In 1115 werd hij een van Laons twee aartsdiakens. Zijn school voor theologie en exegese werd al snel de bekendste van Europa. In 1113 kwam het tot een geschil met Petrus Abaelardus, die hij wegstuurde van zijn school.
De Liber Pancrisi (c. 1120) noemt hem samen met Ivo van Chartres en Willem van Champeaux als een van de drie moderne meesters.